# Championnats d'Europe de gymnastique acrobatique 1979
Navigation
Édition précédente Édition suivante
Les championnats d'Europe de gymnastique acrobatique 1979, deuxième édition des championnats d'Europe de gymnastique acrobatique, ont eu lieu en 1979 à Szeged, en Hongrie.
Les nations participantes sont l'Allemagne de l'Ouest ; la Bulgarie ; la Hongrie ; la Pologne ; le Royaume-Uni et  l'Union Soviétique. Une autre nation participe à ces championnats européens, il s'agit étonnamment des États-Unis.

## Tableau des médailles par pays
| Rang | Nation           | Or | Argent | Bronze | Total |
| ---- | ---------------- | -- | ------ | ------ | ----- |
| 1    | Union soviétique | 7  | 2      | 0      | 9     |
| 3    | Bulgarie         | 0  | 4      | 3      | 7     |
| 2    | Pologne          | 0  | 1      | 3      | 4     |
| 4    | États-Unis       | 0  | 0      | 1      | 1     |

## Tableau des médailles par épreuves[1],[2]
Pour certains des athlètes médaillés ci-dessous, seul le nom de famille est indiqué car le prénom de ceux-ci est inconnu.
| Épreuves   | Or                                                                  | Argent                                                                 | Bronze                                                     |
| Hommes     | Hommes                                                              | Hommes                                                                 | Hommes                                                     |
| ---------- | ------------------------------------------------------------------- | ---------------------------------------------------------------------- | ---------------------------------------------------------- |
| Individuel | Alexander Rosszolin (URSS)                                          | Vadim Bindler (URSS)                                                   | Plamon Yevtimov (BUL)                                      |
| Duo        | Union soviétique Macsuga Pocsivolov                                 | Bulgarie Dimitr Rusanov Petko Petkov                                   | Pologne Adam Klisz Krzysztof Olendrziski                   |
| Quatuor    | Union soviétique Peszok V. Montrenko J. Montrenko Szmirnov          | Pologne Slavomir Halada Bogdan Zając Woitech Swiecik Leszek Antonowicz | Bulgarie Stojtchev Petakov Valentin Kirov Stanislav Petrow |
| Femmes     |                                                                     |                                                                        |                                                            |
| Individuel | Valja Csuhareva (URSS)                                              | Ludmilla Ciganova (URSS)                                               | Mela Mustafova (BUL)                                       |
| Duo        | Union soviétique Nadezhda Tishchenko Margarita Kuharenko            | Bulgarie Stefka Gencheva Tanya Hristova                                | Pologne Ewa Anderszewska Ewa Rucka                         |
| Trio       | Union soviétique Tatyana Isayenko Galina Korchemnaya Galina Udodova | Bulgarie Maria Dimitrova Bonka Yencheva Miteva                         | Pologne Bekier Dacewicz Slonska                            |
| Mixte      |                                                                     |                                                                        |                                                            |
| Duo        | Union soviétique Vadim Piszmennij Ilona Jaransz                     | Bulgarie Mollova Dimitar Mitchen                                       | États-Unis Tutton Ashkinazi                                |